# Sinopa (luna)
Sinopa (grško Σινώπη: Sinópe) je Jupitrov naravni satelit (luna). Spada med  nepravilne lune z retrogradnim gibanjem. Je članica Pasifajine skupine Jupitrovih lun, ki krožijo okoli Jupitra v razdalji od 22,8 do 24,1 Gm in imajo naklon tira med 144,5°  in 158,3 °.  
Luno Sinopo je leta 1914 odkril astronom S. B. Nicholson na observatoriju Lick v Kaliforniji.  Znana je tudi kot Jupiter IX. Včasih jo imenujejo Had. Ime Sinopa je dobila po nimfi Sinopi iz grške mitologije. 
Luna Sinopa ima premer okoli 38 km in obkroža Jupiter v povprečni razdalji 24,214.390  km. Obkroži ga v  758 dneh in 21 urah in 36 minutah po tirnici, ki ima naklon tira okoli 155,25 ° glede na ekliptiko oziroma 153,12 °  na ekvator Jupitra. Barva lune Sinopa se razlikuje od barve ostalih članic Pasifajine skupine. Lahko predvidevamo, da ni nastala ob razpadu istega telesa kot ostale članice skupine. Verjetno bila zajeta pozneje. V  infrardečem delu spektra je podobna asteroidom tipa D. Luna izgleda rdeča (barvni indeks je B-V = 0,84, R-V= 0,46). Njena gostota je ocenjena na 2,6 g/cm3, kar kaže, da je sestavljena iz kamnin. 
Luna izgleda zelo temna, ima odbojnost 0,04. Njen navidezni sij je 18,1 m.